# Nosavana
Nosavana is een kevergeslacht uit de familie van de boktorren (Cerambycidae). De wetenschappelijke naam van het geslacht werd voor het eerst geldig gepubliceerd in 1963 door Breuning.

## Soorten
Nosavana omvat de volgende soorten:
- Nosavana laosensis (Breuning, 1963)
- Nosavana phoumii Breuning, 1963